# Greigia alborosea
Espèce
Classification phylogénétique
Synonymes
- Nidularium alboroseum Griseb., 1865
- Karatas alborosea (Griseb.) Baker

Greigia alborosea est une espèce de plante de la famille des Bromeliaceae, endémique du Venezuela.

## Synonymes
- Nidularium alboroseum Griseb., 1865[2],[3] ;
- Karatas alborosea (Griseb.) Baker[4],[3].

## Distribution et habitat

### Distribution
L'espèce est endémique du Venezuela, et est présente dans certains États du centre-ouest du pays : Anzoátegui,, Aragua,, District capitale de Caracas,, Mérida, Sucre,, Táchira et Trujillo.

## Habitat
L'espèce se rencontre entre 1 700 et 2 700 mètres d'altitude dans les forêts de montagnes.

## Description
Les feuilles ensiformes en rosette de 1 à 1.3 mètre de longueur et rétrécies vers la base de 2.5 à 3 cm sont épineuses sur la tranche, les épines brunes mesurant 3 mm de longueur. Les bractées externes sont terminées en pointe. L'inflorescence comporte 10 à 20 fleurs, les sépales ovales et lancéolés mesurant 20 à 21 mm de large.